# Zarinoff Lebeouf
Pierre Lafleur (Montreal, 13 februari 1939) is een Frans-Canadees professioneel worstelaar die vooral bekend is van zijn tijd bij World Wide Wrestling Federation als Yukon Pierre.
Als Yukon Pierre worstelde hij samen met Yukon Eric onder de tag team The Yukon Lumberjacks.

## In worstelen
- Finishers
  - Cobra clutch

- Manager
  - Lou Albano

## Erelijst
- World Wrestling Association
  - WWA World Tag Team Championship (3 keer met Jacques Goulet)

- World Wide Wrestling Federation
  - WWWF Tag Team Championship (1 keer met Yukon Eric)